# Marienkirche (Gera)

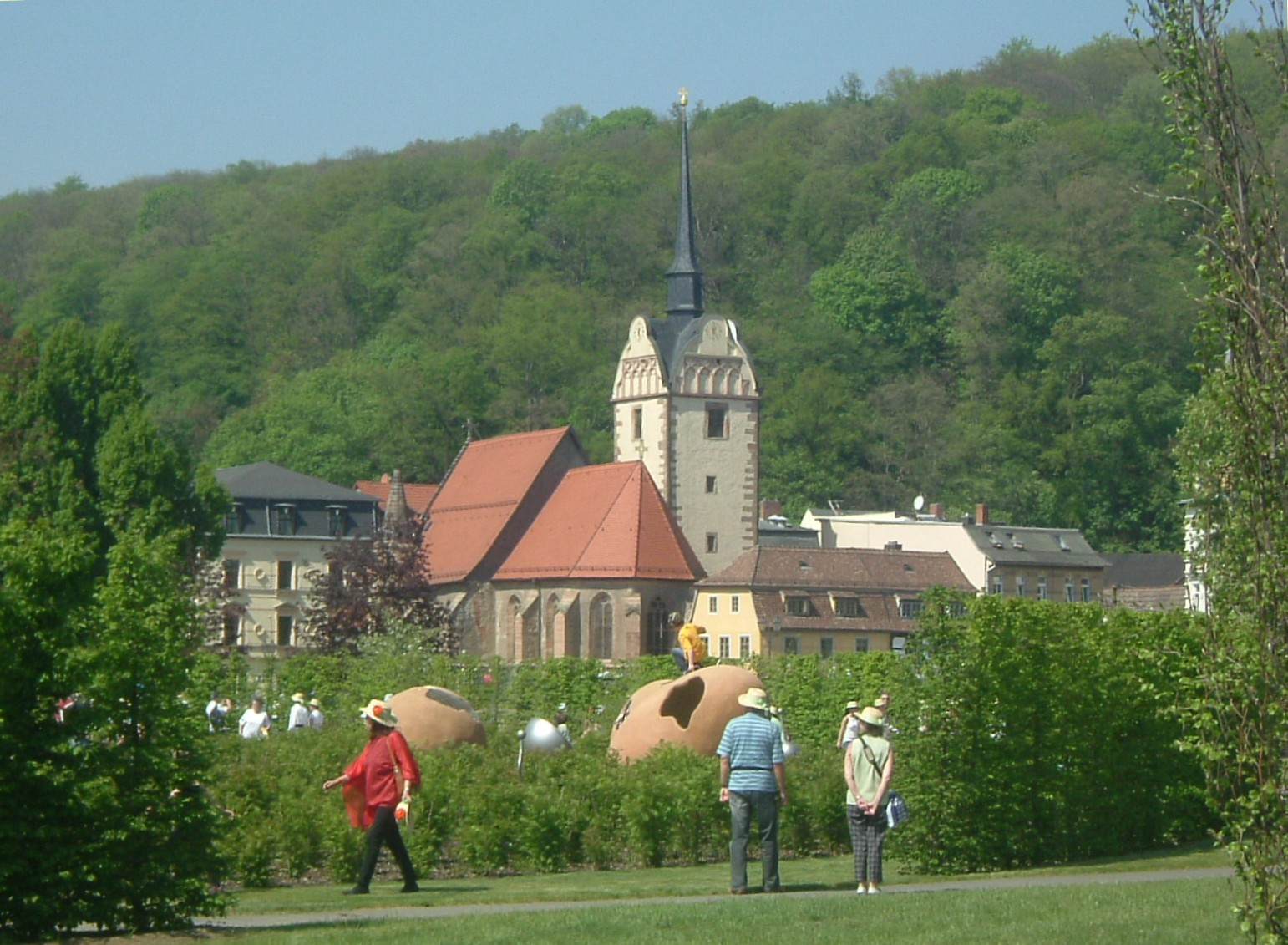
Die Marienkirche vom Gelände der Bundesgartenschau 2007 aus gesehen

Die Marienkirche ist eine spätgotische Kirche im Geraer Stadtteil Untermhaus.
Die Kirche befindet sich am Mohrenplatz, dem historischen Zentrum von Untermhaus, an der über die Weiße Elster führenden Untermhäuser Brücke. Unmittelbar neben der Kirche befindet sich das Otto-Dix-Haus, in dem 1891 der Maler Otto Dix geboren wurde.

## Geschichte
Die Kirche wurde um 1440 gebaut und enthält einen kostbaren spätgotischen Altar, der von den Familien Kudorf und Waltheym gestiftet wurde. Der Altarraum soll bereits 1193 erbaut worden sein, womit er zu den ältesten Kirchenbauten der Region gehören würde.
Bis 1736 gehörte die Marienkirche als Filialkirche zur Pfarrei Gera. Von 1802 bis 1854 diente sie gleichzeitig als Garnisonskirche für das reußische Militär. 1882 wurde sie, um der stark angewachsenen Bevölkerungszahl von Untermhaus Rechnung zu tragen, nach Westen hin erweitert, wobei zwei kleine Türme im neogotischen Stil an die Westfassade angebaut wurden. Bei diesem Anlass wurde aus der Kirche eine sagenumwobene Pietà entfernt, die im Volksmund Puppe oder Poppe genannt wurde und aus der Wüstung Pottendorf bei Ernsee gestammt haben soll.

## Orgel
Die Orgel der Marienkirche wurde 1894 erbaut. Laut einer Übersichtsliste von Hartmut Haupt aus dem Jahr 1989 soll sie von der Orgelbaufirma Poppe & Sohn gefertigt sein, während eine Broschüre aus dem Jahr 2008 sie der Firma Gebr. Jehmlich zuschreibt. In jedem Falle wurde sie 1930 von Jehmlich modernisiert. Das Instrument verfügt über 27 Register auf Kegelladen sowie eine pneumatische Tasten- und Registertraktur.
Die Disposition der Orgel lautet wie folgt.
| I Hauptwerk C–f3 |       |
| Principal        | 8′    |
| Bordun           | 8′    |
| Principal        | 4′    |
| Rohrflöte        | 4′    |
| Flöte            | 4′    |
| Quintflöte       | 2 ⁄3′ |
| Octave           | 2′    |
| Sifflöte         | 1′    |
| Mixtur 3-fach    |       |
| Trichter-Regal   | 8′    |

| II Oberwerk C–f3 |        |
| Gedackt          | 16′    |
| Quintatön        | 8′     |
| Gedackt          | 8′     |
| Aeoline          | 8′     |
| Vox Coelestis    | 8′     |
| Principal        | 4′     |
| Rohrflöte        | 4′     |
| Waldflöte        | 2′     |
| Terz             | 1 3⁄5′ |
| Superquinte      | 1 ⁄3′  |
| Zimbel 3-fach    |        |

| Pedal C–d1    |     |
| Violonbass    | 16′ |
| Subbass       | 16′ |
| Gedacktbass   | 16′ |
| Principalbass | 8′  |
| Octavbass     | 4′  |
| Nachthorn     | 2′  |

- Koppeln: II/I, Superoktav II/I, I/P, II/P
- Spielhilfen: Crescendowalze